# New Volley Libertas 2015-2016
Questa voce raccoglie le informazioni riguardanti il New Volley Libertas nelle competizioni ufficiali della stagione 2015-2016.

## Stagione
La stagione 2015-16 è per il New Libertas Volley, sponsorizzato dalla Clandy, la terza consecutiva in Serie A2; viene cambiato sia l'allenatore, la cui scelta cade su Alessandro Quinto, che tutta la rosa eccetto le confermate di Alessandra Focosi e Elena Drozina: tra i nuovi acquisti quelli di Sofia Devetag, Ivana Luković, Giusy Astarita, Camilla Neriotti, Pamela Salamone e Nikolina Jelić, quest'ultima arriva a campionato in corso a sostituire la partenza di Costanza Manfredini, mentre tra le cessioni quelle di Marina Cvetanović, Bernadett Dékány, Melissa Donà, Vendula Měrková, Chiara Lapi e Daniela Nardini.
Il campionato si apre con la vittoria al tie-break sulla Pallavolo Hermaea: seguono due sconfitte prima di un nuovo successo; segue quindi un periodo di risultati altalenanti prima che la squadra di Aversa incappa dalla decima alla dodicesima giornata in tre stop consecutivi, per poi vincere l'ultima gara del girone di andata chiudendo al decimo posto in classifica, fuori dalla zona qualificazione alla Coppa Italia di Serie A2. Il girone di ritorno inizia con cinque insuccessi consecutivi: il club campano ritorna alla vittoria alla diciannovesima giornata in casa della Pallavolo Cisterna 88; tuttavia nelle restanti partite giocate trova esclusivamente sconfitte, eccetto alla ventiduesima giornata quando ha la meglio sulla Lilliput Pallavolo. Al termine della regular season il New Volley Libertas chiude all'undicesimo posto in classifica, retrocedendo in Serie B1.

## Organigramma societario
Area direttiva
- Presidente: Tina Musto

Area tecnica
- Allenatore: Luciano Della Volpe
- Allenatore in seconda: Alessandro Quinto
- Assistente allenatore: Agostino Di Rauso, Antonio Di Salvatore
- Scout man: Luigi Fiorillo

Area sanitaria
- Medico: Andrea Caizzo
- Preparatore atletico: Alfredo Diana

## Rosa
| N° | Nome                | Ruolo | Data di nascita   | Nazionalità sportiva |
| -- | ------------------- | ----- | ----------------- | -------------------- |
| 1  | Giulia Bresciani    | L     | 27 settembre 1992 | Italia               |
| 2  | Alessandra Focosi   | P     | 2 marzo 1995      | Italia               |
| 3  | Pamela Salamone     | C     | 4 febbraio 1990   | Italia               |
| 4  | Elena Drozina       | P     | 15 giugno 1978    | Italia               |
| 5  | Sofia Devetag       | S     | 20 maggio 1993    | Italia               |
| 6  | Ivana Luković       | S/O   | 18 luglio 1992    | Serbia               |
| 7  | Giulia Modena       | L     | 7 marzo 1995      | Italia               |
| 8  | Giusy Astarita      | S     | 18 aprile 1988    | Italia               |
| 9  | Costanza Manfredini | S     | 16 luglio 1988    | Italia               |
| 9  | Marianna Vujko      | C     | 15 maggio 1992    | Italia               |
| 10 | Federica Tasca      | C     | 29 gennaio 1989   | Italia               |
| 11 | Camilla Neriotti    | C     | 29 aprile 1994    | Italia               |
| 18 | Nikolina Jelić      | S     | 9 novembre 1991   | Croazia              |

## Mercato
| Acquisti | Acquisti            | Acquisti           | Acquisti   |
| R.       | Nome                | da                 | Modalità   |
| -------- | ------------------- | ------------------ | ---------- |
| S        | Giusy Astarita      | Pro Victoria       | definitivo |
| L        | Giulia Bresciani    | Neruda             | definitivo |
| S        | Sofia Devetag       | Todi               | definitivo |
| S        | Nikolina Jelić      | Developres Rzeszów | definitivo |
| S/O      | Ivana Luković       | Idea Khonkaen      | definitivo |
| S        | Costanza Manfredini | Beng Rovigo        | definitivo |
| L        | Giulia Modena       | Castelvetrano      | definitivo |
| C        | Camilla Neriotti    | Forlì              | definitivo |
| C        | Pamela Salamone     | Orizzonte          | definitivo |
| C        | Federica Tasca      | Nantes             | definitivo |
| C        | Marianna Vujko      | inattivo           | definitivo |

| Cessioni | Cessioni            | Cessioni          | Cessioni   |
| R.       | Nome                | a                 | Modalità   |
| -------- | ------------------- | ----------------- | ---------- |
| C        | Lisa Cheli          | LeAli             | definitivo |
| S        | Marina Cvetanović   | Branik            | definitivo |
| S        | Bernadett Dékány    | Pro Victoria      | definitivo |
| S        | Melissa Donà        | Soverato          | definitivo |
| S        | Marianna Ferrara    | Casalmaggiore     | definitivo |
| L        | Alice Giampietri    | Savino Del Bene   | definitivo |
| C        | Chiara Lapi         | Millenium Brescia | definitivo |
| S        | Costanza Manfredini | Chieri '76        | definitivo |
| S/O      | Vendula Měrková     | Královo Pole      | definitivo |
| C        | Daniela Nardini     | Soverato          | definitivo |

## Risultati

### Serie A2

#### Girone di andata
| 1ª giornata - 18 ottobre 2015 PalaJacazzi, Aversa                      | Libertas Aversa | 3 - 2 | Hermaea         | 25-23, 27-25, 23-25, 22-25, 15-10 |
| 2ª giornata - 25 ottobre 2015 PalaBaldinelli, Osimo                    | Filottrano      | 3 - 1 | Libertas Aversa | 25-17, 25-22, 23-25, 25-23        |
| 3ª giornata - 1º novembre 2015 PalaJacazzi, Aversa                     | Libertas Aversa | 2 - 3 | Trentino Rosa   | 21-25, 27-25, 28-26, 18-25, 11-15 |
| 4ª giornata - 8 novembre 2015 PalaJacazzi, Aversa                      | Libertas Aversa | 3 - 1 | Chieri '76      | 22-25, 25-14, 25-13, 25-21        |
| 5ª giornata - 15 novembre 2015 Palazzetto dello Sport, Caserta         | VolAlto Caserta | 3 - 0 | Libertas Aversa | 25-18, 25-18, 25-21               |
| 6ª giornata - 18 novembre 2015 PalaJacazzi, Aversa                     | Libertas Aversa | 3 - 0 | Cisterna        | 25-18, 25-11, 25-19               |
| 7ª giornata - 22 novembre 2015 PalaCampanara, Pesaro                   | Pesaro          | 3 - 2 | Libertas Aversa | 25-15, 20-25, 25-22, 22-25, 15-12 |
| 8ª giornata - 29 novembre 2015 PalaJacazzi, Aversa                     | Libertas Aversa | 1 - 3 | Soverato        | 19-25, 15-25, 25-23, 16-25        |
| 9ª giornata - 6 dicembre 2015 Palazzetto dello Sport, Settimo Torinese | Lilliput        | 0 - 3 | Libertas Aversa | 17-25, 19-25, 19-25               |
| 10ª giornata - 13 dicembre 2015 PalaRomiti, Forlì                      | Forlì           | 3 - 1 | Libertas Aversa | 25-19, 25-23, 22-25, 25-17        |
| 11ª giornata - 19 dicembre 2015 PalaJacazzi, Aversa                    | Libertas Aversa | 1 - 3 | Pro Victoria    | 25-22, 20-25, 23-25, 16-25        |
| 12ª giornata - 22 dicembre 2015 PalaSurace, Palmi                      | Golem           | 3 - 2 | Libertas Aversa | 26-24, 10-25, 25-14, 22-25, 15-12 |
| 13ª giornata - 17 gennaio 2016 PalaJacazzi, Aversa                     | Libertas Aversa | 3 - 0 | Beng Rovigo     | 25-15, 25-15, 25-23               |

#### Girone di ritorno
| 14ª giornata - 24 gennaio 2016 Geopalace, Olbia                | Hermaea         | 3 - 1 | Libertas Aversa | 25-16, 21-25, 25-19, 25-23       |
| 15ª giornata - 31 gennaio 2016 PalaJacazzi, Aversa             | Libertas Aversa | 1 - 3 | Filottrano      | 18-25, 25-19, 25-27, 23-25       |
| 16ª giornata - 7 febbraio 2016 PalaSanbapolis, Trento          | Trentino Rosa   | 3 - 2 | Libertas Aversa | 19-25, 20-25, 25-17, 25-18, 15-7 |
| 17ª giornata - 14 febbraio 2016 PalaMaddalene, Chieri          | Chieri '76      | 3 - 1 | Libertas Aversa | 25-22, 25-17, 23-25, 25-22       |
| 18ª giornata - 21 febbraio 2016 PalaJacazzi, Aversa            | Libertas Aversa | 1 - 3 | VolAlto Caserta | 24-26, 23-25, 25-23, 19-25       |
| 19ª giornata - 24 febbraio 2016 PalaRamadù, Cisterna di Latina | Cisterna        | 0 - 3 | Libertas Aversa | 10-25, 19-25, 22-25              |
| 20ª giornata - 28 febbraio 2016 PalaJacazzi, Aversa            | Libertas Aversa | 0 - 3 | Pesaro          | 21-25, 14-25, 23-25              |
| 21ª giornata - 6 marzo 2016 PalaScoppa, Soverato               | Soverato        | 3 - 0 | Libertas Aversa | 25-20, 25-9, 25-18               |
| 22ª giornata - 13 marzo 2016 PalaJacazzi, Aversa               | Libertas Aversa | 3 - 1 | Lilliput        | 21-25, 25-18, 25-23, 26-24       |
| 23ª giornata - 26 marzo 2016 PalaJacazzi, Aversa               | Libertas Aversa | 1 - 3 | Forlì           | 22-25, 15-25, 26-24, 10-25       |
| 24ª giornata - 3 aprile 2016 Palazzetto dello Sport, Monza     | Pro Victoria    | 3 - 0 | Libertas Aversa | 25-18, 25-16, 25-13              |
| 25ª giornata - 6 aprile 2016 PalaJacazzi, Aversa               | Libertas Aversa | 0 - 3 | Golem           | 21-25, 21-25, 24-26              |
| 26ª giornata - 10 aprile 2016 Palazzetto dello Sport, Rovigo   | Beng Rovigo     | 3 - 1 | Libertas Aversa | 25-20, 21-25, 25-20, 25-19       |

## Statistiche

### Statistiche di squadra
| Competizione | Punti | In casa | In casa | In casa | In trasferta | In trasferta | In trasferta | Totale | Totale | Totale |
| Competizione | Punti | G       | V       | P       | G            | V            | P            | G      | V      | P      |
| ------------ | ----- | ------- | ------- | ------- | ------------ | ------------ | ------------ | ------ | ------ | ------ |
| Serie A2     | 24    | 13      | 5       | 9       | 13           | 2            | 11           | 26     | 7      | 20     |
| Totale       | -     | 13      | 5       | 9       | 13           | 2            | 11           | 26     | 7      | 20     |

G = partite giocate; V = partite vinte; P = partite perse

### Statistiche dei giocatori
| Giocatore     | Serie A2 | Serie A2 | Serie A2 | Serie A2 | Serie A2 | Totale | Totale | Totale | Totale | Totale |
| Giocatore     | P        | PT       | AV       | MV       | BV       | P      | PT     | AV     | MV     | BV     |
| ------------- | -------- | -------- | -------- | -------- | -------- | ------ | ------ | ------ | ------ | ------ |
| G. Astarita   | 26       | 294      | ?        | ?        | ?        | 26     | 294    | ?      | ?      | ?      |
| G. Bresciani  | 26       | -        | -        | -        | -        | 26     | -      | -      | -      | -      |
| S. Devetag    | 11       | 62       | ?        | ?        | ?        | 11     | 62     | ?      | ?      | ?      |
| E. Drozina    | 26       | 81       | ?        | ?        | ?        | 26     | 81     | ?      | ?      | ?      |
| A. Focosi     | 17       | 5        | ?        | ?        | ?        | 17     | 5      | ?      | ?      | ?      |
| N. Jelić      | 10       | 61       | ?        | ?        | ?        | 10     | 61     | ?      | ?      | ?      |
| I. Luković    | 25       | 425      | ?        | ?        | ?        | 25     | 425    | ?      | ?      | ?      |
| C. Manfredini | 4        | 64       | ?        | ?        | ?        | 4      | 64     | ?      | ?      | ?      |
| G. Modena     | 21       | 21       | ?        | ?        | ?        | 21     | 21     | ?      | ?      | ?      |
| C. Neriotti   | 25       | 210      | ?        | ?        | ?        | 25     | 210    | ?      | ?      | ?      |
| P. Salamone   | 22       | 190      | ?        | ?        | ?        | 22     | 190    | ?      | ?      | ?      |
| F. Tasca      | 7        | 80       | ?        | ?        | ?        | 7      | 80     | ?      | ?      | ?      |
| M. Vujko      | 10       | 36       | ?        | ?        | ?        | 10     | 36     | ?      | ?      | ?      |

P = presenze; PT = punti totali; AV = attacchi vincenti; MV = muri vincenti; BV = battute vincenti